# لارش وی (واشینگتن)
لارش وی (به انگلیسی: Larch Way) یک منطقهٔ مسکونی در ایالات متحده آمریکا است که در واشینگتن واقع شده‌است. لارش وی ۲٫۹ کیلومتر مربع مساحت و ۳٬۳۱۸ نفر جمعیت دارد و ۱۵۴ متر بالاتر از سطح دریا واقع شده‌است.